# Endal
Endal (Reino Unido, 13 de dezembro de 1995 – Reino Unido, 13 de março de 2009) foi um Labrador retriever macho britânico cujas habilidades como cão de assistência e como embaixador para trabalho beneficente receberam cobertura mundial na mídia.
Entre várias premiações ganhas, ganhou há um destaque para o "Cão do milênio", Medalha de Ouro da PDSA de cortesia animal e devoção ao dever (o mais alto prêmio disponível para um animal) e uma medalha peacetime Dickin (conhecida como a Cruz Vitória para animais). Foi também um dos cães de assistência mais famosos do Reino Unido, tendo sido filmado por mais de 340 equipes de filmagem de todo o mundo.

## Vida
Endal era um Labrador Retriever amarelo de pedigree. Desde seu nascimento, sofreu com a debilitante osteocondrose em ambas as pernas dianteiras, o que colocou em questão sua aptidão para o treinamento de cães de assistência. Entretanto, devido à sua inteligência e habilidade de resolver problemas, qualificou-se como um cão de assistência totalmente operacional e credenciado, embora ele tenha sido treinado apenas parcialmente pelos parceiros caninos de caridade para a independência. Ele se tornou o cão de serviço do ex-chefe da Marinha Real, Allen Parton e de sua esposa, Sandra, no final dos anos 90. A fama de Endal levou-o a assumir o papel de embaixador de animais para o treinamento de cães de serviço e instituições de caridade. Em 13 de março de 2009, com treze anos e dias após sua última aparição como Cruft, Endal acabou falecendo.
Ele tinha sofrido um derrame e sua artrite tinha se tornado grave com o tempo. Endal está enterrado no Cemitério de Animais da PDSA em Ilford, que também é o local de descanso para doze cães anteriores que receberam a Medalha Dickin da PDSA, antecessora da Medalha de Ouro que concediam. Um cachorro labrador amarelo chamado EJ (Endal Junior) estava em treinamento na época e Endal foi seu mentor durante, EJ assumido o lugar de Endal após seu falecimento.
O proprietário de Endal, Allen Parton, sofreu sérios ferimentos na cabeça enquanto servia na Marinha Real na Guerra do Golfo em 1991, incluindo 50% de perda de memória e incapacidade de produzir novas memórias de forma confiável por mais de cerca de 2 dias (por exemplo, não reconhecer seu vizinho de 7 anos), deficiência física (ele era um usuário de cadeira de rodas), dificuldades de fala e palavras, incapacidade de perceber materiais que estão fora de sua vista e incapacidade de julgar com segurança a velocidade e distância do trânsito. Durante um tempo considerável após a parceria com a Endal, ele foi incapaz de falar e limitou-se à linguagem básica de sinais. Em 2008, comentando um retrato de Endal, Parton disse que um de seus maiores temores era que, em 10 anos, ele seria incapaz de lembrar como seu cão era. 
Em fevereiro de 2010, Parton registrou uma nova instituição de caridade, chamada Hounds for Heroes em memória de Endal e para ajudar homens e mulheres que foram feridos nas Forças Armadas e Serviços de Emergência do Reino Unido.

## Trabalho como cachorro de assistência
Endal foi capaz de responder a mais de cem instruções dos "Parceiros Caninos". assim como vários sinais de comandos. Endal também tinha a capacidade de recuperar itens das prateleiras dos supermercados, operar botões e interruptores e carregar e esvaziar uma máquina de lavar roupa. Também foi capaz de colocar um cartão em uma caixa automática, recuperar o cartão quando o processo foi concluído e devolver o cartão a uma carteira.
{{Quote2|Quando eu não podia falar, ele aprendeu a linguagem dos sinais - se eu tocasse minha cabeça eu queria meu chapéu, se eu tocasse meu rosto era para a navalha. Ele aprendeu centenas de comandos ao assinar. Eventualmente, um dia, neste mundo tão silencioso em que vivemos, eu grunhi. Isso foi como um choque elétrico passando por ele, ele estava tão excitado. Disseram que eu nunca mais falaria, mas Endal simplesmente arrastou o discurso para fora de mim.
O artigo acima da Revista também relata que  ao longo dos anos, o cão aprendeu a tirar a tomada do banho antes de ir pedir ajuda se Parton cair inconsciente durante o banho, e que era capaz de colocar Parton na posição de recuperação, pressionar o botão de emergência no telefone e chamar ajuda. Endal também aprendeu a usar os caixas eletrônicos com chip e PIN, além de ajudar nas compras, abrir as portas do trem, operar elevadores, descarregar a máquina de lavar roupa e habilidades mais típicas do cãozinho como pegar um jornal.
Parton afirma que a capacidade de Endal de compreender seus desejos e necessidades mostrou quando eles se encontraram pela primeira vez, e foi responsável por ajudá-lo a se recuperar da depressão profunda inicial e dos traumas causados por sua deficiência.
Endal chamou novamente a atenção nacional em um incidente de 2001, quando Parton foi derrubado de sua cadeira de rodas por um carro que passava do lado de fora de um hotel. Endal puxou Parton para a posição de recuperação, recuperou seu celular de baixo do carro, recuperou um cobertor da cadeira de rodas virada para cima e o cobriu, alertou o ladrado em um hotel próximo para obter assistência sem nenhum resultado, e depois correu para um outro hotel para obter ajuda. Endal é também:
- O primeiro cão a andar na London Eye, Um roda gigante.[19]
- O primeiro cão conhecido por ser capaz de operar um cartão ATM, incluindo tanto a inserção como a remoção do cartão.

## Prêmios e medalhas
| Ano  | Medalhas |  |
| ---- | --- |  |
| 2000 | • Prodog - medalha "Cachorro do ano" •Dogs Today - Cachorro do milênio |  |
| 2001 | • Medalha "Local hero" |  |
| 2002 | • Medalha de cachorro de assistência do ano •Golden Bone Awards - recebeu o primeiro prêmio "Lifetime Achievement" • Primeiro cachorro a ser premiado no Kennel Club com a medalha "Gold Good Citizen", concedida em Crufts dog show em 2002 • Medalha de ouro da PDSA (equivalente a medalha Cruz de São Jorge), concedido aos animais que demonstraram excepcional devoção aos seus deveres em tempos de paz (apenas 18 animais no Reino Unido - todos cães - foram premiados com esta medalha) |  |
| 2003 | • Medalha de ouro Blue Peter Badge, o maior prêmio por "bravura e coragem excepcionais", sendo esse um dos dois únicos já concedidos a cães (o outro ganhador foi o cão Bonnie em 1991) • Peacetime Dickin medal (conhecida com a Cruz Vitória dos animais) |  |
| 2004 | • Medalha "Lifetime Achievement" (Wag and Bone Show) |  |
| 2005 | • Vice-colocado no "Hero Dog of the Year" do Programa Crufts dog show |  |

## Outros reconhecimentos e homenagens
Dogs With Jobs, uma série de TV canadense e em um livro sobre essa série, abordou Endal. Endal apareceu no documentário Vidas reais do Céu "O Cão que salvou nosso casamento", transmitido em 12 de março de 2009. Endal apareceu no documentário da ITV "The Secret Life of Dogs" transmitido na ITV britânica. Ele também apareceu no National Geographic.
Os prêmios Endal foram criados para homenagear sua lealdade e devoção ao dever na forma de uma medalha, e estes são emitidos em uma cerimônia anual de premiação realizada no London Pet Show "The Endals for Heroes". Uma estrada em Clanfield, Hampshire, na Inglaterra, foi nomeada "Endal Way" em memória de Endal.

## Como embaixador
Como curador da instituição de caridade Canine Partners, o proprietário e manipulador da Endal Allen Parton publicaram o treinamento especializado que é necessário para cães de assistência, usando a história de Endal como exemplo. Parton e Endal foram ambos patronos do Labrador Rescue South East e Central. De acordo com uma descrição de Endal by Parton em makeyourdogahero.co.uk: 
"Outro papel mais privado é o trabalho de Endal com crianças autistas e doentes terminais". Endal representou a instituição de caridade Canine Partners, é um patrono do Labrador Rescue, a Dog Theft Action. Ele tem sido usado para promover muitas questões relacionadas ao bem-estar animal e também tem ajudado a levantar fundos para muitas das instituições de caridade de serviço, tais como SSAFA, o Royal Naval Benevolent Trust, Legião Britânica e Seafarers UK organização.

## Na cultura
Um livro de bolso intitulado Endal publicado pela editora HarperCollins foi lançado em 9 de fevereiro de 2009 e foi direto para o número 1 da lista de best sellers da Paperback UK.
Um filme com sua história, baseada no livro, foi anunciado em 1 de setembro de 2009.

## Outros atributos pessoais
Parton relata que, ao lado da vida de trabalho e treinamento de Endal, ele reteve durante sua vida uma série de traços maliciosos pelos quais Labradors é conhecido. Como exemplos, ele cita que Endal ainda decidiria às vezes perseguir esquilos no parque, ou poderia levar o lixo do lixo para Parton, a fim de ganhar uma recompensa por "pegá-lo do chão".